# Jorge Rios
Jorge Rios (nascido em 7 de julho de 1972, em Paços de Ferreira) é um ex-ciclista português, profissional entre 1992 e 2010. Rios era especialista em ciclismo de estrada.